# Terpsithéa
Terpsithéa är en ort i Grekland.   Den ligger i prefekturen Nomós Larísis och regionen Thessalien, i den centrala delen av landet, 220 km nordväst om huvudstaden Aten. Terpsithéa ligger 117 meter över havet och antalet invånare är 1 308.
Terrängen runt Terpsithéa är huvudsakligen platt, men västerut är den kuperad. Runt Terpsithéa är det ganska glesbefolkat, med 21 invånare per kvadratkilometer. Närmaste större samhälle är Lárisa, 6,0 km öster om Terpsithéa. Trakten runt Terpsithéa består till största delen av jordbruksmark.